# Тадрарт-Акакус

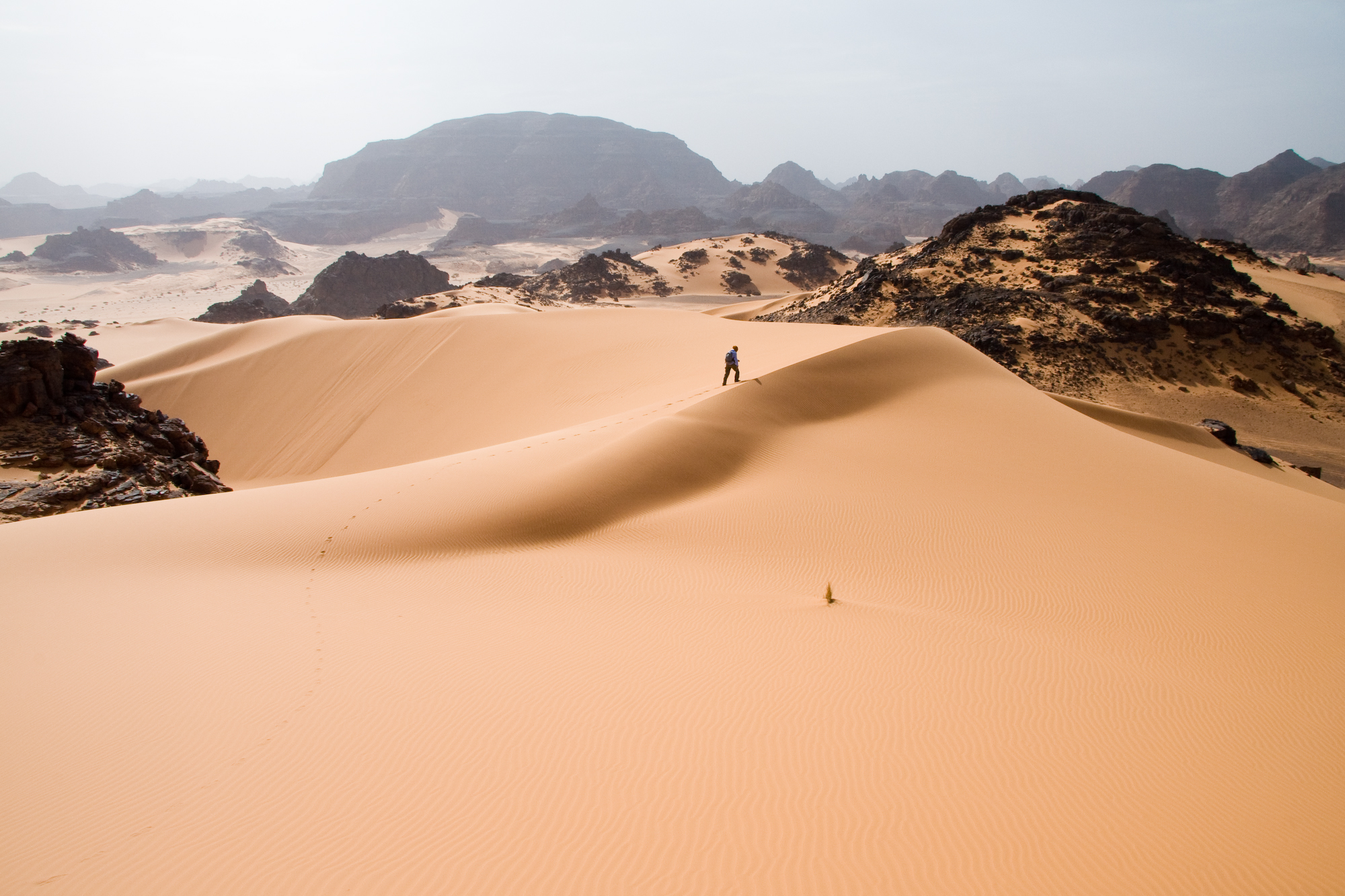
Горы Акакус на западе Ливии, Сахара.

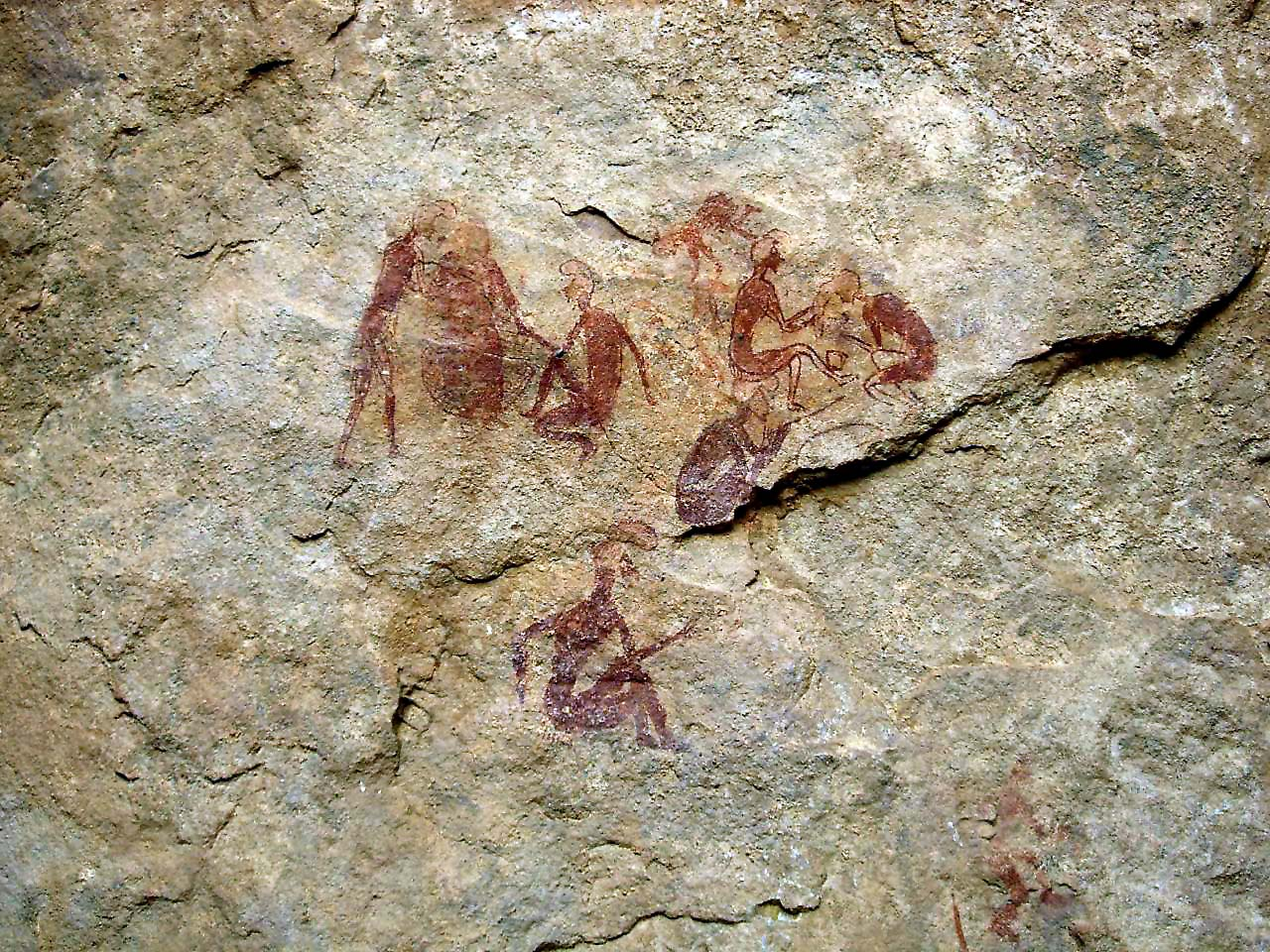
Наскальные изображения в Тадрарт-Акакус

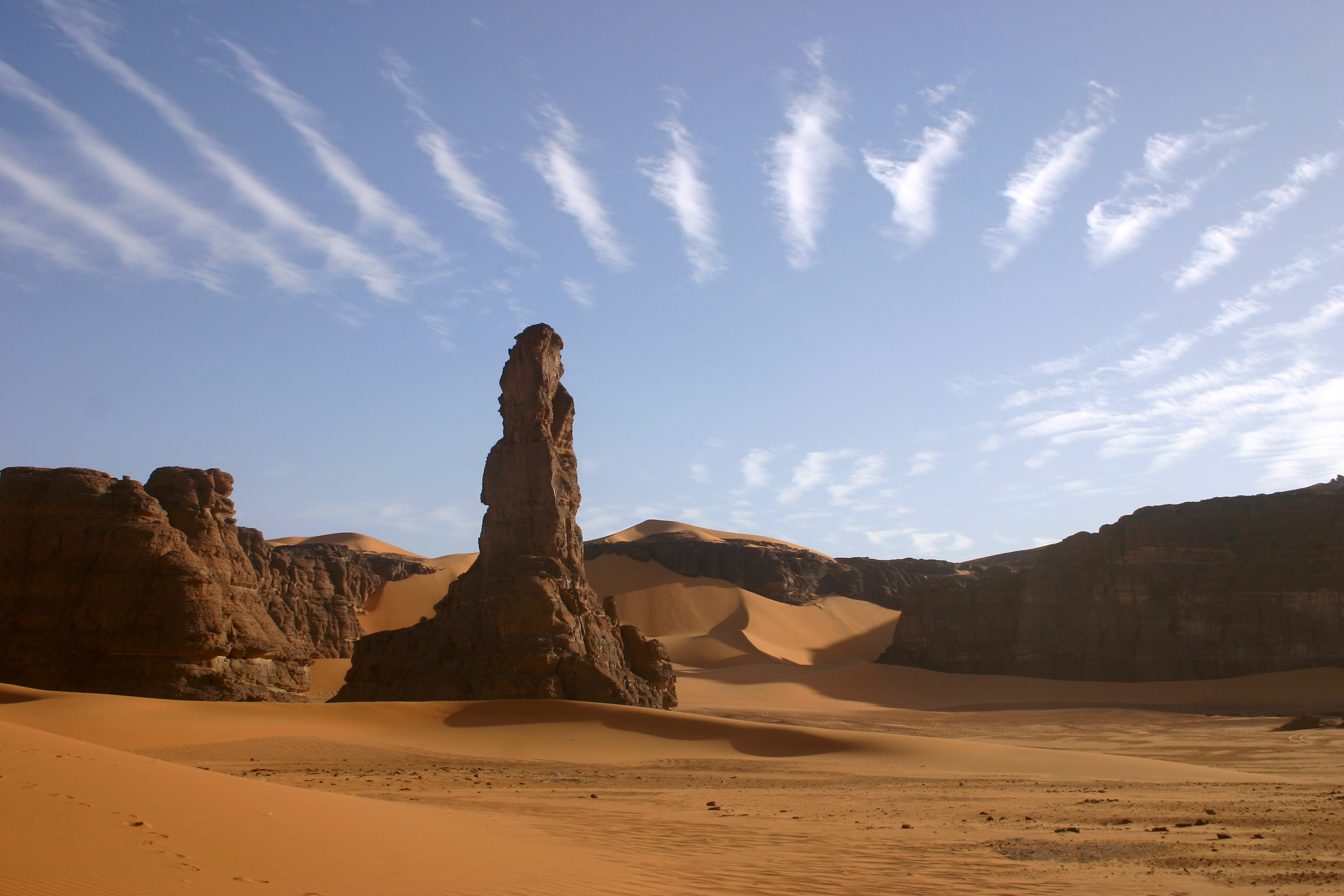
Скальное образование в Тадрарт-Акакус

Акакус, или Тадрарт-Акакус, араб. تدرارت أكاكوس‎ — горный массив в пустыне Сахара на территории Ливии. Расположен к востоку от ливийского города Гат и тянется на север вдоль границы с Алжиром примерно на 100 км. Слово Tadrart означает «гора» на языке тамахак туарегской группы.

## Ландшафт
Ландшафт массива Акакус весьма разнообразен: от цветных песчаных дюн до горных арок, ущелий, отдельно стоящих скал, глубоких провалов и высохших русел рек (вади). Среди основных достопримечательностей — горные арки Афзеджаре и Тин-Хлега. Хотя эта область является одной из самых засушливых в Сахаре, здесь существует растительность, например, калотропис высокий, а в горах имеются родники и даже колодцы.
На керамике из пещеры Такаркори (Takarkori)), датирующихся периодом 8200—6400 лет до н. э., обнаружены следы растительного жира. Анализ изотопов углерода показал, что посуда использовалась для термической обработки таких растений как рогоз, фикус, кипарис, кассия, трагус, баланитес египетский, злаки ежовник и щетинник. Также в Такартори нашли более 200 тыс. семян, что указывает на начало сельскохозяйственного использования культур жителями Сахары. В долине Вади-Такаркори в каирне (каменной насыпи) обнаружили 20 скелетов, которые радиоуглеродным анализом датируются между 6000 и 2200 годами до нашей эры. У двух неолитических скотоводов TK RS H1 и TK RS H9 из Такаркори, живших в Зелёной Сахаре 7 тыс. л. н., определили субкладу митохондриальной гаплогруппы N, близкую к базальной линии. На стенках глиняной посуды из пещеры Такаркори возрастом 7 тыс. л. н. методом масс-спектрометрии выявили наличие молочных жиров. Тогда жители Северной Африки обладали непереносимостью лактозы, поэтому они изготавливали молочные продукты из молока коров, овец и коз.

## Наскальное искусство
Область горного массива Акакус известна наскальными изображениями, которые в 1985 г. были отнесены к Всемирному наследию ЮНЕСКО. Изображения охватывают весьма значительный период, датируются 12 000 г. до н. э. — 100 г. н. э. и отражают весьма значительные изменения в местном ландшафте, флоре и фауне. На изображениях представлены люди, а также жирафы, слоны, страусы, верблюды и лошади. Люди изображены в разнообразных обыденных ситуациях, например, играющими на музыкальных инструментах и танцующими.
В начале XXI в. в местности началась разведка нефти, что поставило под угрозу памятники наскального искусства. Подземные взрывы, используемые для локализации залежей нефти, уже значительно повредили ряд скал, в том числе и тех, на которых имеются изображения.